# 1310
Пізнє Середньовіччя •  Реконкіста •  Ганза •  Монгольська імперія

## Геополітична ситуація
Андронік II Палеолог є імператором Візантійської імперії (до 1328). Генріх VII Люксембург є королем Німеччини (до 1313). У Франції править Філіп IV Красивий (до 1314).
Апеннінський півострів розділений: північ належить Священній Римській імперії, середню частину займає Папська область, південь належить Неаполітанському королівству. Деякі міста півночі: Венеція, Піза, Генуя тощо, мають статус міст-республік.
Майже весь Піренейський півострів займають християнські Кастилія (Леон, Астурія, Галісія), Наварра, Арагонське королівство (Арагон, Барселона) та Португалія, під владою маврів залишилися тільки землі на самому півдні. Едуард II став королем Англії (до 1327), а королем Данії є Ерік VI (до 1319).
Руські землі перебувають під владою Золотої Орди. Галицько-Волинське князівство очолюють Лев Юрійович та Андрій Юрійович, Михайло Ярославич править у Володимиро-Суздальському князівстві (до 1318).
Монгольська імперія займає більшу частину Азії, але вона розділена на окремі улуси, що воюють між собою. У Китаї, зокрема, править монгольська династія Юань. У Єгипті владу утримують мамлюки. Мариніди правлять у Магрибі. Делійський султанат є наймогутнішою державою Північної Індії, а на півдні Індії панують держава Хойсалів та держава Пандья. В Японії триває період Камакура.
Цивілізація мая переживає посткласичний період. Почала зароджуватися цивілізація ацтеків.

## Події
- 12 травня у Франції спалено на вогнищі 54 лицарів-тамплієрів.
- Церковні собори в Равенні, Саламанці та Майнці проголосили тамплієрів невинними.
- На Гревській площі спалено поетесу Маргариту Поретанську.
- Король Німеччини Генріх VII розпочав похід в Італію, де тривала боротьба між гібелінами та гвельфами.
- Королем Богемії став, одружившись із Елішкою Пржемисловною, Іоанн Люксембурзький, син короля Німеччини Генріха VII Люксембурга.
- Карла I Роберта втретє висвячено на короля Угорщини.
- У Венеції утворено Раду десяти.
- У Генуї до влади прийшли гвельфи.
- Данія, Норвегія та Швеція уклали мир, умови якого зобов'язували шведського короля Біргера Магнусона поділитися землями з братами.
- Басараб I став воєводою Волощини.